# Noms chinois
Cet article court présente un sujet plus développé dans : Système traditionnel et historique des noms chinois.
Le système des noms chinois est complexe, aussi, se référer selon les besoins aux articles suivants :
- Système traditionnel et historique des noms chinois
  - Noms officiels chinois
  - Nom de famille chinois
  - Surnoms chinois → Système traditionnel et historique des noms chinois
  - Prénom social (Asie)
  - Nom posthume (Asie) → Système traditionnel et historique des noms chinois
  - Nom de temple (Asie) → Système traditionnel et historique des noms chinois
- Titre honorifique chinois (titres, statuts)

Les noms de personnes dans la culture chinoise suivent un certain nombre de conventions différentes de celles des noms de personnes dans les cultures occidentales.